# Curung Rejo
Curung Rejo is een bestuurslaag in het regentschap Malang van de provincie Oost-Java, Indonesië. Curung Rejo telt 5360 inwoners (volkstelling 2010).